# به‌یاد آور (فیلم ۲۰۱۵)
به‌یادآور (به انگلیسی: Remember) یک فیلم درام و دلهره‌آور محصول سال ۲۰۱۵ به کارگردانی آتوم اگویان و نویسندگی بنجامین اوت و با بازی کریستوفر پلامر، برونو گانتس، یورگن پراخنو، هاینز لیون، هنری چرنی، دین نوریس و مارتین لاندو محصول مشترک کانادا و آلمان است. خلاصه داستان دربارهٔ یک بازمانده سالخورده هولوکاست با زوال عقل است که قصد دارد یک جنایتکار جنگی نازی را به تلافی مرگ خانواده‌اش بکشد.

## تولید
فیلمبرداری در ۱۴ ژوئیه ۲۰۱۴ در سو سنت‌ماری، کانادا آغاز شد.

## بازخوردها
در راتن تومیتوز، این فیلم بر اساس ۹۷ نقد، با میانگین امتیاز ۶٫۴ از ۱۰، دارای ۶۹٪ محبوبیت است. در متاکریتیک بر اساس ۲۵ منتقد، امتیاز ۵۲ از ۱۰۰ را گزارش می‌کند که نشان‌دهنده «بررسی‌های مختلط یا متوسط» است.